# Enetea apatellata
Enetea apatellata är en spindelart som beskrevs av Huber 2000. Enetea apatellata ingår i släktet Enetea och familjen dallerspindlar.
Artens utbredningsområde är Bolivia. Inga underarter finns listade i Catalogue of Life.